# ورزشکاه آجینوموتو فیلد نیشیگاوکا
ورزشکاه آجینوموتو فیلد نیشیگاوکا (به لاتین: Ajinomoto Field Nishigaoka) یک ورزشگاه در ژاپن است که در  Nishigaoka  واقع شده‌است.